# Иби-Син
Иби-Син је био пети и последњи владар Сумерско-акадског царства. Владао је у периоду од 1963. до 1940. године п. н. е. (према доњој хронологији). 

## Владавина
Иби-Син био је син Шу-Сина, унук Шулгија и праунук Ур-Намуа, оснивача династије. Упади Аморита на територију царства били су све учесталији. Како би учврстио власт на истоку, Иби-Син предузима походе на Елам. То користе Аморити који упадају на територију краљевине. Иби-Син шаље једног од својих шагана, Ишби-Ера, да пошаље војну помоћ. Међутим, Ишби-Ера се проглашава краљем и ствара коалицију против Иби-Сина. Већ следеће, 2021. године п. н. е., Ишби-Ера је владао Исином самостално, а четири година касније је носио титулу "цар четири стране света". Ешнунски енси такође се прогласио самосталним, а 2025. године у Сумер продире аморитско племе под Напланумом које проглашава нову династију. Под његовом влашћу налазио се Киш, Ума и Ларак.
У оваквој ситуацији у Сумер продире племе Еламаца под краљем Хутрантемтом. Еламци су напали и разорили Ур. Краља Иби-Сина одвели су у Аншан окованог 2003. године п. н. е. Сачуван је трагични "Плач о страдању Ура" урске богиње Нингал. Еламци су у Уру оставили своју војну команду.
Разарањем Ура завршава се и историја Сумера, народа који је свету дао писмо, епове, државну организацију, науку и уметност. Следећих двеста година историје Месопотамије биће обележено борбама Еламаца и Аморита све до формирања Старог вавилонског царства од стране Хамурабија.

## Владари Сумерско-акадског царства
| Владар                                           | Наследник      | Дужина владавине | Приближане године владавине                 | Коментар          |
| ------------------------------------------------ | -------------- | ---------------- | ------------------------------------------- | ----------------- |
| Ур-Наму                                          |                | 18 година        | око 2047–2030 п. н. е. (Кратка хронологија) | Оснивач династије |
| Шулги                                            | Син Ур-Намуа   | 46 година        | око 2029–1982 п. н. е.                      |                   |
| Амар-Син                                         | Шулгијев син   | 9 година         | око 1981–1973 п. н. е.                      |                   |
| Шу-Син                                           | Брат Амар-Сина | 9 година         | око 1972–1964 п. н. е.                      |                   |
| Иби-Син                                          | Син Шу-Сина    | 24 Година        | око 1963–1940 п. н. е.                      |                   |
| Еламци разарају Ур, краљ одведен у заробљеништво |                |                  |                                             |                   |